# Sixalix arenaria
Sixalix arenaria är en tvåhjärtbladig växtart som först beskrevs av Forsskal, och fick sitt nu gällande namn av W. Greuter och Burdet. Sixalix arenaria ingår i släktet Sixalix och familjen Dipsacaceae. Inga underarter finns listade i Catalogue of Life.